# Стальненское сельское поселение
Стальненское се́льское поселе́ние (укр. Стальненське сільське́ посе́лення, крымскотат. Barın köy yurtu, Барын кой юрту) — муниципальное образование в Джанкойском районе Республики Крым Российской Федерации.
Административный центр — село Стальное.

## География
Расположено на востоке Джанкойского района, в степной зоне полуострова, на побережье  Сиваша. 

## История
В 1926 году был образован сельсовет под названием Барынский (немецкий), с 1945 года —  Стальновский, с 1973 — Стальненский.
Статус и границы сельского поселения установлены Законом Республики Крым от 5 июня 2014 года № 15-ЗРК «Об установлении границ муниципальных образований и статусе муниципальных образований в Республике Крым».

## Население
| 2001  | 2014  | 2015  | 2016  | 2017  | 2018  | 2019  |
| ----- | ----- | ----- | ----- | ----- | ----- | ----- |
| 3590  | ↘2742 | ↗2747 | ↘2711 | ↘2670 | ↘2606 | ↘2582 |
| 2020  | 2021  |       |       |       |       |       |
| ↘2564 | ↘2452 |       |       |       |       |       |

## Состав сельского поселения
| № | Населённый пункт   | Тип населённого пункта       | Население |
| - | ------------------ | ---------------------------- | --------- |
| 1 | Многоводное        | село                         | ↘486      |
| 2 | Новоконстантиновка | село                         | ↘111      |
| 3 | Новопавловка       | село                         | ↘351      |
| 4 | Новофёдоровка      | село                         | ↘165      |
| 5 | Озерки             | село                         | ↘321      |
| 6 | Прозрачное         | село                         | ↘0        |
| 7 | Родное             | село                         | ↘183      |
| 8 | Стальное           | село, административный центр | ↘1125     |